# Phaenolobus luctator
Phaenolobus luctator är en stekelart som beskrevs av Viktorov 1968. Phaenolobus luctator ingår i släktet Phaenolobus, och familjen brokparasitsteklar. Inga underarter finns listade.